# Каллікун (Нью-Йорк)
Каллікун (англ. Callicoon) — місто (англ. town) в США, в окрузі Салліван штату Нью-Йорк. Населення — 2989 осіб (2020).

## Демографія
Згідно з переписом 2010 року, у місті мешкало 3057 осіб у 1288 домогосподарствах у складі 822 родин. Було 2003 помешкання
Расовий склад населення:
| - 94,5 % — білих - 1,8 % — азіатів - 1,1 % — чорних або афроамериканців - 0,1 % — корінних американців - 1,1 % — осіб інших рас |

До двох чи більше рас належало 1,3 %. Частка іспаномовних становила 4,1 % від усіх жителів.
За віковим діапазоном населення розподілялося таким чином: 20,0 % — особи молодші 18 років, 61,1 % — особи у віці 18—64 років, 18,9 % — особи у віці 65 років та старші. Медіана віку мешканця становила 46,6 року. На 100 осіб жіночої статі у місті припадало 99,3 чоловіків;  на 100 жінок у віці від 18 років та старших — 97,2 чоловіків також старших 18 років.
Середній дохід на одне домашнє господарство  становив 69 610 доларів США (медіана — 67 608), а середній дохід на одну сім'ю — 85 140 доларів (медіана — 78 913). Медіана доходів становила 54 125 доларів для чоловіків та 50 905 доларів для жінок. За межею бідності перебувало 6,8 % осіб, у тому числі 0,3 % дітей у віці до 18 років та 3,9 % осіб у віці 65 років та старших.
Цивільне працевлаштоване населення становило 1340 осіб. Основні галузі зайнятості: освіта, охорона здоров'я та соціальна допомога — 25,8 %, публічна адміністрація — 16,5 %, будівництво — 13,4 %.